# Schistidium nodulosum
Schistidium nodulosum là một loài Rêu trong họ Grimmiaceae. Loài này được Stirt. mô tả khoa học đầu tiên năm 1907.